# アディショナルタイム
アディショナルタイム（英語: Additional Time）とは、サッカーにおける用語。前後半それぞれの規定試合時間の後に、追加する時間を指す。
何分間の追加とするかは、試合中に空費された時間の長さを考慮して、主審の裁量で決定する。空費の例としては競技者の交代、負傷者がいることのアピールや怪我の程度の判断、負傷者の治療・搬出、審判によるカードの提示、VARチェックなどが挙げられる。これらは時間かせぎとして、一方のチームに不利を及ぼす可能性があるため、公平を期するために延長しようというのが趣旨である。したがって、スローインやフリーキックなどによる中断時間は、アディショナルタイムに反映されない。アディショナルタイム中に試合が中断した場合は、さらに延長される。

## 概要
例えば、アディショナルタイムが2分と示された場合には、2分00秒から2分59秒までのいずれかの時点で前半終了（試合終了）となるのが基本（2分00秒の数秒前に終了するケースもある）。
メジャーリーグサッカー（アメリカ合衆国）では創設時の一時期に、プレーが中断するたびに時計を止めて、アメリカンフットボールやバスケットボールなどと同様に規定の競技時間を正確に守る「カウントダウン方式」を採用したことがあった。しかし、厳密に時間を測定することで、トータルの試合時間が長くなりすぎるなどのデメリットがあった。また、残り時間が正確にわかってしまうと、点数をリードしているチームによる時間かせぎのプレーが行われやすくなる。
20世紀の終盤まで長らく、アディショナルタイムは主審のみが把握し選手や観客には示されなかったが、1998年から時間が1分単位（秒単位は切り捨て）で場内に表示される方式が採用された。1998 FIFAワールドカップ出場権をかけたアジア予選においてのサッカー日本代表対サッカーアラブ首長国連邦代表の対戦において、怪我による負傷者があって多少多めに取られるはずとされたアディショナルタイムが極端に短く、日本代表の応援団がブーイングを起こしたことが表示されるようになったきっかけとされている。
2022 FIFAワールドカップでは前述のVARの確認時間に加え、負傷者が出てプレーが中断された時間、得点時に味方同士で祝福する時間などもアディショナルタイムに加えることとなった。このため後半のロスタイムが10分を超える試合も珍しくなくなった。

## 名称
2000年代までの日本では、このような時間を「ロスタイム」（“loss of time”からとった和製英語）と称していた。
2000年代に入り、スカパー!のサッカー中継などは、「アディショナルタイム」に統一された。北京オリンピックなどの国際大会の一部でも｢アディショナルタイム」と呼称された。またJリーグの試合会場でも、大型映像装置での表記に「アディショナルタイム」と表示するスタジアムも出始めた。
日本サッカー協会によるサッカー競技規則（7条）においては「ロスタイム」「アディショナルタイム」などの用語を使用せず、「空費された時間」としていたが、2010年7月16日の審判委員会にて名称を「アディショナルタイム」とすると共に、「目安」という表記も行わないように方針を決めた（審1007-M0103号）。これにならい、スカパー!においてのJリーグ中継（2012年からのTBSチャンネル・スカイ・エー含む）、および2013年からのNHK BS1の『Jリーグ中継』などでは中継において「アディッショナルタイム」の表現に統一して使用しているが、アナウンサーによっては「追加時間」とアナウンスするものがある。

## 記録上の扱い
Jリーグでは2009年まではアディショナルタイムに得点を挙げたり、警告・退場を受けた場合は一律規定試合時間（前半45分以後の場合は全て44分、後半45分=全体で90分以後の場合は89分、または後半44分）として掲示していたが、国際的な流れを受けて、2010年からアディショナルタイム相当分の時間も加算して表示するようにした（但し後半開始時は改めて45分または後半0分からカウント）。
また、得点を挙げた時間、あるいは警告や退場を受けた選手の時間についてはこれまでは秒単位切捨てだったのを、秒単位切り上げ（キックオフ直後のゴールは0分→1分など）とした。
例
- 前半のアディショナルタイム1分目（全体で46分目）にゴールを挙げた場合

「46+分（45+1分）（または前半46分・前半45+1分）　A選手」
- 前半のアディショナルタイム2分目（全体で47分目）にゴールを挙げた場合

「47+分（45+2分）（または前半47分・前半45+2分）　B選手」
- 後半1分目にゴールを挙げた場合

「46分（または後半1分）　C選手」
- 後半のアディショナルタイム5分目（全体で95分目=後半50分目）にゴールを挙げた場合

「95+分（90+5分）（または後半50分・後半45+5分）　D選手」

## アディショナルタイムにまつわる試合
- 1994 FIFAワールドカップ・アジア予選 最終予選最終節（ドーハの悲劇: 日本側）
- 1994 FIFAワールドカップ・ヨーロッパ予選 グループ6最終節（パリの悲劇: フランス側）
- J1参入決定予備戦
- 1999年J2最終節
- 2003年J1・2ndステージ最終節
- 2005年J1最終節
- 2006 FIFAワールドカップ・アフリカ予選 グループ3最終節（ヤウンデの悲劇: カメルーン側）
- 2009年J2最終節
- 2010 FIFAワールドカップ・アジア予選 プレーオフ
- 2014 J1昇格プレーオフ 準決勝（磐田vs山形）
- 2015年J2最終節（大分vs磐田）
- 2015年J3最終節（鳥取vs山口）
- 2016 J1昇格プレーオフ 準決勝（松本vs岡山）
- 2018 FIFAワールドカップ・決勝トーナメントラウンド16
- 2023 J1昇格プレーオフ 決勝（東京Vvs清水）

## 参照
1. ↑  “カタール大会のロスタイムが異常に長いワケ”.   サンスポ (2022年11月23日). 2022年11月24日閲覧。